# Teatr uliczny

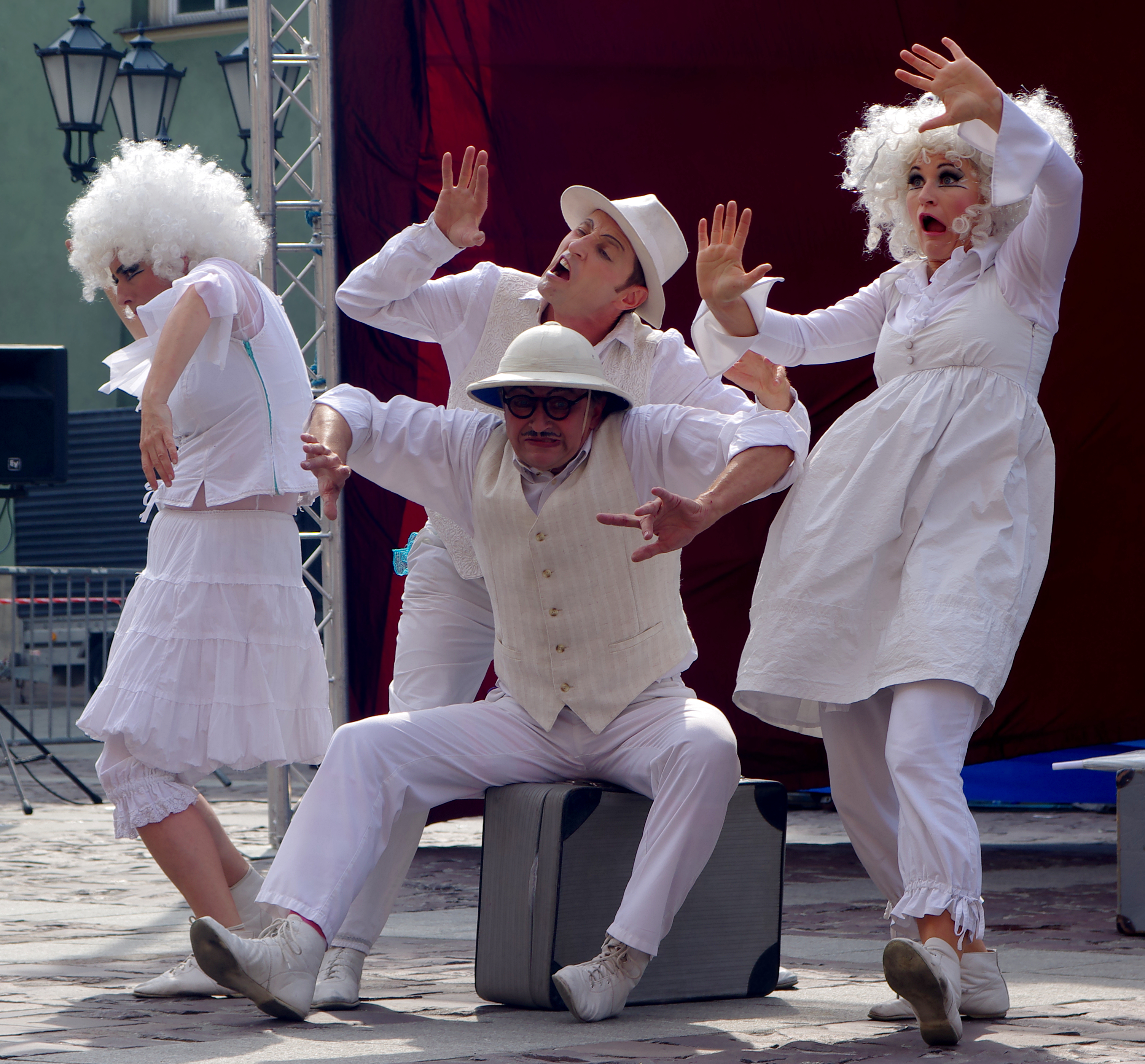
Występ teatru ulicznego

Teatr uliczny – teatr, w którym przedstawienia odbywają się na ulicach, w parkach, czy na placach miasta. Brak jest tradycyjnych środków teatralnych, takich jak scena, kurtyna, kulisy, dekoracje czy światło. Występuje improwizacja i bezpośredni kontakt z widzem, który może stać się aktywnym uczestnikiem przedstawienia.